# Topo Soft
Topo Soft era un'azienda di videogiochi spagnola attiva tra il 1987 e il 1994. Era sviluppatrice e editrice di giochi per computer sul mercato europeo, ed era di proprietà della Erbe Software.
Insieme a Dinamic Software e Opera Soft fu tra le più importanti produttrici spagnole di quel periodo, noto come l'età dell'oro del software spagnolo.

## Storia
La storia di Topo Soft ebbe inizio con MapGame, un videogioco educativo per ZX Spectrum sviluppato autonomamente da Javier Cano ed Emilio Martínez. I due non avevano esperienza nel mercato dei giochi, ma riuscirono a mettersi in contatto con la Erbe Software, all'epoca il maggiore distributore spagnolo di software, ottenendone la pubblicazione.
Il principale responsabile della Erbe, Paco Pastor, aveva intenzione di fondare una struttura di produzione di software, perciò incaricò Cano e Martínez, ai quali poi si aggiunse José Manuel Muñoz, di sviluppare un altro gioco per Spectrum, che divenne l'avventura dinamica medievale Las tres luces de Glaurung. Il successo del gioco, uscito anche nel Regno Unito come Conquestador, portò alla nascita di Topo Soft.
Si volle creare uno studio di sviluppo con una propria identità, e per poter produrre grandi quantità di giochi si iniziò in modo un po' insolito aggiungendo vari collaboratori esterni ai tre sviluppatori sopra citati. Tra i collaboratori storici e più importanti ci fu Rafael Gómez (detto Rafa Gómez). Il fumettista Alfonso Azpiri illustrò molte copertine dei giochi Topo Soft, con la quale aveva un legame di parentela dato che suo nipote Jorge Azpiri è stato uno dei grafici.
Nei primi due anni di attività il marchio ebbe una crescita vertiginosa, con almeno una dozzina di giochi lanciati tra il 1987 e il 1988. In particolare il punto di svolta ci fu con il successo calcistico Emilio Butragueño ¡Fútbol!, che riuscì a ottenere il nome di Emilio Butragueño, allora il più noto campione del calcio spagnolo, ma che fu anche l'ultimo lavoro di Cano e Martínez per la Topo Soft.
L'attività del marchio durò quasi un decennio, durante il quale la Topo Soft produsse ben 40 giochi per molte piattaforme. Il suo campo d'azione furono i computer a 8 bit più diffusi in Spagna, principalmente ZX Spectrum e Amstrad CPC, ma anche Commodore 64 e MSX, per poi passare gradualmente ai computer a 16 bit.
Tuttavia il 1990 fu l'ultima grande annata per la Topo Soft, con titoli di rilievo come Gremlins 2, primo adattamento dell'azienda da un film di successo, e Lorna, tratto da un fumetto e primo gioco dell'azienda a risaltare soprattutto sul computer a 16 bit Amiga. La produzione negli anni successivi fu poco memorabile..
Nell'ultimo periodo uscì una serie di due giochi con il protagonista Luigi, la cui somiglianza con Luigi della Nintendo suscitò molte osservazioni. L'ultimo prodotto prima che il marchio venisse abbandonato fu Super Scrylis (1994), un rompicapo 3D.
Javier Cano morì nel 2013 ed è ricordato come una figura importante nella storia dei videogiochi spagnoli.

## Videogiochi
Elenco probabilmente completo dei giochi sviluppati o pubblicati.
- Ale Hop! (1988)
- Black Beard (1988)
- Black Crown (1991)
- Chicago's 30 (1988)
- Coliseum (1988)
- Colt 36 (1987)
- Conquestador (1986), prima della costituzione di Topo Soft
- Cray-5 (1987)
- Desperado (1987)
- Desperado 2 (1991)
- Drazen Petrovic Basket (1989)
- Emilio Butragueño ¡Fútbol! (1988)
- La espada sagrada (1990)
- Gremlins 2: The New Batch (1990), conversioni
- Ice Breaker (1990)
- Lorna (1990)
- Luigi & Spaghetti (1992)
- Luigi en Circusland (1994)
- Mad Mix 2 (1990)
- Mad Mix Game (1988)
- Metropolis (1989)
- Olimpiadas 92: Atletismo (1992)
- Olimpiadas 92: Gimnasia deportiva (1992)
- People from Sirius (1988)
- Perico Delgado maillot amarillo (1989)
- QuicKit (1993), utilità
- RAM (1990)
- Rock'n Roller (1988)
- Score 3020 (1988)
- Silent Shadow (1988)
- Spirits (1987)
- Super Scrylis (1994)
- Survivor (1987)
- Star Dust (1987)
- Temptations (1988)
- Titanic (1988)
- Tour 91 (1991)
- Tour 92 (1992), allegato a PC Magazine
- Transfer +3 (1988), utilità
- Tuareg (1988)
- Viaje al centro de la tierra (1989)
- Wells & Fargo (1988)